# Dicranoloma burchardtii
Dicranoloma burchardtii är en bladmossart som beskrevs av Jean Édouard Gabriel Narcisse Paris 1906. Dicranoloma burchardtii ingår i släktet Dicranoloma och familjen Dicranaceae. Inga underarter finns listade i Catalogue of Life.